# ミッキーズ・モンキー
「ミッキーズ・モンキー」（Mickey's Monkey）は、ザ・ミラクルズが1963年に発表した楽曲。

## 概要
ラモント・ドジャーがモータウンのスタジオ（ヒッツヴィルUSA）でピアノをつま弾いているときだった。ボ・ディドリー風のビートを効かせたピアノのラインが近くにいたザ・ミラクルズのスモーキー・ロビンソンの耳をとらえた。ドジャーはそのまま弾きながら「ラン・デ・ラン・デ・ラーアイ」と口ずさんだ。ロビンソンはそれを元に曲を書いてくれないかとドジャーに頼み、ホーランド＝ドジャー＝ホーランドのチームによって本作品は書かれた。
「みんな用意はいいかい？」というロビンソンの掛け声があり、「ミッキーという名の男がよその町からやって来た／やつはこの新しいダンスをそこら中で広めているらしい／ほんの一日やそこらで／若い10代の連中はこのダンスのとりこになった」と歌われる。新しいダンスとはタイトルにあるとおり1960年代に大流行した「モンキーダンス」であり、「ミッキー」とは、「ダンシング・イン・ザ・ストリート」やマーヴィン・ゲイのヒット曲などを書いたウィリアム "ミッキー" スティーヴンソンを指していると言われている。
ライブ・パーティーの雰囲気を出すために、スプリームスのメアリー・ウィルソン、マーサ&ザ・ヴァンデラス、テンプテーションズとマーヴェレッツのメンバー、ディスクジョッキーのジョッキー・ジャック・ギブソンらがスタジオに集められた。レコーディングは1963年7月9日、10日に行われ、同年7月26日にシングルとして発売された。
ビルボード・Hot 100で8位、R&Bチャートで3位を記録するなど大ヒットした。
1964年に発売されたコンピレーション・ライブ・アルバム『Recorded Live The Motortown Revue Vol. 2』にライブ・バージョンが収録されている。
1964年の自主映画『Nothing But a Man』、1998年の映画『サイモン・バーチ』、2006年の映画『ボビー』などに使用された。

## カバー・バージョン
- ジャッキー・モリエール - 1963年のEP。フランス語詞。タイトルは「Lam'di lam'」。
- マーサ&ザ・ヴァンデラス - 1965年のアルバム『Dance Party』に収録。
- ホリーズ - 1965年のアルバム『Hollies』に収録。
- ザ・ヤング・ラスカルズ - 1967年のアルバム『Collections』に収録。「ターン・オン・ユア・ラヴ・ライト」とのメドレー。
- ルー・クリスティ - 1969年のアルバム『I'm Gonna Make You Mine』に収録。
- マザーズ・ファイネスト - 1977年のアルバム『Another Mother Further』に収録。